# Agathis robusta
Agathis robusta còn được gọi là Kauri pine(Thông Kauri) là một loài thực vật hạt trần trong họ Araucariaceae. Loài này được C.Moore ex F.Muell. F.M.Bailey mô tả khoa học đầu tiên năm 1883. Loài cây này phân bố ở Papua New Guinea và Úc. Quần thể ở Papua New Guinea có thể được coi là loài riêng biệt Agathis spathulata.